# Лобогрійка

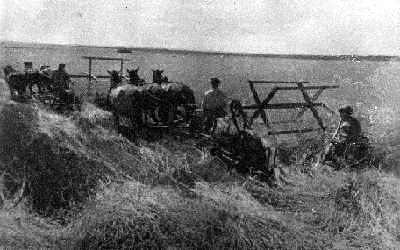
Жнива зернових (лобогрійка). 1940-і роки після війни.

Лобогрійка — проста жниварка на кінній або тракторній тязі, що застосовувалася для збирання зернових і інших культур. Скошений хліб подавався на платформу лобогрійки і вручну вилами скидався на полі. Відомі з 1842 року. Назву отримали через те, що робітник через інтенсивну роботу нагрівав лоба.
Розроблені на базі жниварок-самоскидок заводу Вуда. Відсутність у лобогрійці механізму скидання робило її більш надійною. При прибиранні платформи могла використовуватися для косіння сіна і замінювала сінокосарку.

## Випуск в Україні
В Україні у другій половині XIX ст. сінокосарки випускали кілька заводів. Завод фірми «Лепп і Вальман», що був на Хортиці, у 1874 році випустив першу лобогрійку, а у 1886 році вже випустив 2 тис. лобогрійок.

## Згадки
- «Лобогрійка» — оповідання Остапа Вишні, написане 1948 року

## Джерело
- Універсальна енциклопедія